# Jean Jacques Conilh de Beyssac
Pour les articles homonymes, voir Conilh de Beyssac.

a Compétitions nationales et continentales officielles uniquement.

b Matchs officiels uniquement.
Dernière mise à jour le 12 novembre 2013.
Jean Jacques Conilh de Beyssac ou Jean-Jacques Conilh de Beyssac, né le 12 juin 1890,, à Caudéran en Gironde et mort le 13 juin 1918 à Saint-Remy-en-l'Eau dans l'Oise, est un joueur français de rugby à XV évoluant au poste de pilier ou de deuxième ligne. Lieutenant dans l'armée française lors de la Première Guerre mondiale, il est mort pour la France.

## Biographie

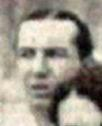
de Beyssac en janvier 1914 (face à l'Irlande).

Descendant du général Jean Romain Conilh de Beyssac, Jean Jacques Conilh de Beyssac naît à Caudéran, en Gironde, en 1890. Il fait des études de philosophie. Il joue au rugby à XV avec le Stade bordelais université club (SBUC) avec qui il est champion de France en 1911 et finaliste en 1910. Il joue aussi pour le club anglais du Rosslyn Park FC. Il est international à cinq reprises en 1912 et en 1914, disputant deux rencontres du Tournoi des Cinq Nations 1912 contre l'Irlande et l'Écosse et trois rencontres du Tournoi 1914 contre l'Irlande, le pays de Galles et l'Angleterre.
Lieutenant dans le 81e régiment d'artillerie lourde (RAL), il est envoyé au front lors de la Première Guerre mondiale durant laquelle il est blessé et meurt de ses blessures dans un hôpital militaire de l'Oise,. Il est cité le 7 avril 1918 à l'ordre de son corps d'armée et est déclaré mort pour la France le 8 juillet 1919.

## Palmarès
- Vainqueur du Championnat de France en 1911
- Finaliste du Championnat de France en 1910

## Statistiques en équipe nationale
- 5 sélections
- Sélections par année : 2 en 1912, 3 en 1914
- Tournois des Cinq Nations disputés : 1912 et 1914